# Aymen Trabelsi
Aymen Trabelsi, né le 6 juin 1987 à Nabeul, est un basketteur tunisien.

## Carrière
Il évolue deux ans au sein de son club formateur, le Sfax railway sport. À l'été 2003, il rejoint l'Association sportive d'Hammamet pour six mois. En 2004, il rejoint la formation de l'équipe fédérale tunisienne pour trois ans.
À l'été 2006, il signe en faveur du Stade nabeulien. Le 19 juin 2017, il rejoint l'Union sportive monastirienne. À l'été 2018, il rejoint à nouveau son club d'origine. Le 9 juillet 2019, il signe un contrat de deux ans avec le Club africain. Après une saison, il quitte le Club africain et rejoint Ezzahra Sports en août 2020. À l'été 2021, il retourne au Club africain.
Durant la 32e édition de la coupe d'Afrique des clubs champions, il prend la troisième place avec l'Union sportive monastirienne, jouant 8,4 minutes en moyenne durant les huit matchs du tournoi.

## Clubs
- 2001-2003 : Sfax railway sport
- 2003 (6 mois) : Association sportive d'Hammamet
- 2004-2006 : Équipe fédérale tunisienne (formation)
- 2006-2017 : Stade nabeulien
- 2017-2018 : Union sportive monastirienne
- 2018-2019 : Stade nabeulien
- 2019-2020 : Club africain
- 2020-2021 : Ezzahra Sports
- depuis 2021 : Club africain

## Palmarès
- Champion de Tunisie : 2008, 2010, 2025
- Coupe de Tunisie : 2007, 2008, 2009, 2010, 2024
- Super Coupe de Tunisie : 2023
- Coupe de la Fédération : 2020
- Médaille de bronze à la coupe d’Afrique des clubs champions 2017 ( Tunisie)